# Raduan Nassar

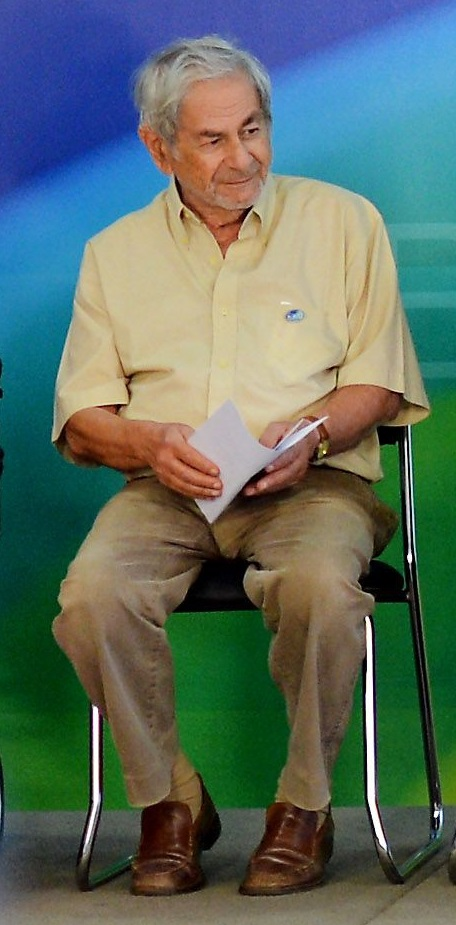
Raduan Nassar (2016)

Raduan Nassar (* 27. November 1935 in Pindorama, São Paulo) ist ein brasilianischer Schriftsteller libanesischer Herkunft.

## Leben
Sein griechisch-orthodoxer Vater und seine protestantische Mutter (geb. Chafika Cassis) emigrierten 1920 aus dem südlichen Libanon nach Brasilien (São Paulo). 1935 kam Raduan Nassar als siebter Sohn der insgesamt zehn Kinder der Familie zur Welt. Der Vater, Joao Nassar, ermöglichte ihnen als aufsteigender Geschäftsmann eine solide Bildung. Nassar belegte Studien in den Fächern Jura, Literaturwissenschaften, Soziologie und Philosophie. 1963 schloss er sein Studium in Philosophie  erfolgreich ab. Eine darauf folgende Deutschlandreise (Lüneburg) und den Besuch des Elternhauses im Libanon musste er aufgrund eines Militärputsches in der Heimat Brasilien abbrechen.
1967 gründete er die regimekritische Wochenzeitung „Jornal do Bairro“. Sein Debütroman Lavoura arcaica (dt. Titel: „Das Brot des Patriarchen“) wurde 1975 ein großer Erfolg in Brasilien, erhielt mehrere brasilianische Literaturpreise und wurde in mehrere Sprachen (spanisch, französisch und deutsch) übersetzt. Seit 1982 hat er sich vom öffentlichen Kulturleben verabschiedet und lebt zurückgezogen auf dem Land als Viehzüchter und Landwirt. Mit einem relativ schmalen Werk hat es Nassar zu weltweitem Ansehen in Literaturkreisen gebracht. 2016 gelangte die englische Übersetzung von Ein Glas Wut, A Cup of Rage, auf die Longlist des Man Booker International Prize, und ebenfalls 2016 wurde Nassar mit dem Prémio Camões ausgezeichnet. 2017 erhielt Um copo de cólera einen Prêmio Jabuti de Literatura in der Kategorie „Livro Brasileiro Publicado no Exterior“.

## Werke
- Lavoura arcaica (Roman), 1975
  - Deutsche Ausgabe: Das Brot des Patriarchen. Suhrkamp 2004, ISBN 3-518-41615-4. (Übersetzer: Berthold Zilly)
- Um copo de cólera (Novelle), 1978
  - Deutsche Ausgabe: Ein Glas Wut. Suhrkamp 1991, ISBN 3-518-11619-3. (Übersetzer: Ray-Güde Mertin)
- Menina a caminho (Erzählungen), 1994
  - Deutsche Ausgabe der Titelgeschichte: Mädchen auf dem Weg. In: Kay-Michael Schreiner (Hrsg.): Zitronengras. Neue brasilianische Erzähler. Kiepenheuer & Witsch 1982, ISBN 3-462-01495-1. (Übersetzerin: Karin von Schweder-Schreiner)

## Verfilmungen
- 1995: Um copo de cólera von Aluizio Abranches und Flávio R. Tambellini
- 2004: To the left of the father von Luiz Fernando Carvalho